# Първан Димитров
Първан Димитров Генчев е български политик, привърженик на Народната партия, кмет на общината на град Фердинанд през периода 1894 – 1895 г. и помощник-кмет (1902 – 1904).

## Биография
Роден е през 1857 г. в село Баня, Кутловишко. Произхожда от рода Генчовци. Грамотен, по професия земеделец, той е бил и ковчежник (касиер).
Преселва се със семейството си в село Голема Кутловица през 1891 г. (тогава преобразувано в град Фердинанд) и закупува къща в съседство с бившия турски конак (мястото на днешното читалище „Разум“). С негово позволение е проектирано сградата на читалище „Разум“ да се построи до къщата му, като част от терена е дарил на читалищната управа. По пътя между Фердинанд и Баня, където притежава имот, отдясно на пътя е поставен оброк, при който се събират на Петровден хората от селото, а отляво на пътя е построил чешма, носеща неговото име – „Първанкова чешма“. До чешмата е имал воденица, която по-късно е национализирана.
Известен е като земеделец, рентиер и притежател на питейно заведение в града. Избиран е за училищен настоятел, член на общински тричленни комисии, бил е служител във финансовата служба на общината, касиер на Земеделската банка и на Фердинандската земеделска каса. Бил е добродушен и гостолюбив, сърдечен в отношенията си с хората, а в пазарен ден при него се отбиват всички гости от селото.
Семейството му има 5 деца – 4 дъщери (Юлита, Теодора, Мария и Елена) и син Димитър. Първанови имат свои представители в Монтана, София и други селища на страната. Умира през 1933 г. в гр. Фердинанд.

## Политическа дейност
След разпускането на Фердинандския градски общински съвет през 1894 г. с княжески указ избирателите са свикани на 10 юли да изберат членове на нов общински съвет. Изборът не се състои и е насрочен втори избор на 24 юли, в резултат на който е избран новият общински съвет. На 30 август същата година общинските съветници избират за кмет Първан Димитров, а за негов помощник – Тодор Иванов.
Поради липса на протоколни и заповедни книги на общинското управление за този период не могат да се посочат данни за кметското му управление. В издадения през 1894 г. пътепис „До Чикаго и назад“ писателят Алеко Константинов споменава старото име на селището по повод сумата от 9 долара и половина, която му вземат за стая в Чикаго за 8 дни – „По-евтино и от Кутловица“ – възкликва той.
Поради неизвестни причини кметът Първан Димитров подава оставка, която е приета от Общинския съвет на 1 май 1895 г. и в края на същия месец е уволнен от кметската длъжност. Няколко месеца по-късно е освободен и от длъжността общински съветник поради „доброволно подаване оставка“, която е приета на заседание на общинския съвет. Избран е за помощник-кмет 1902 – 1904 г. по време на управлението на кмета Петко Петков. Като делегат от Фердинандската околия взема участие в юбилейния конгрес на Народната партия в София през 1904 г.